# Peter Monamy
Peter Monamy, né le 12 janvier 1681 à Londres et mort dans cette même ville le 7 février 1749, est un peintre anglais spécialiste de la peinture de marine.

## Biographie

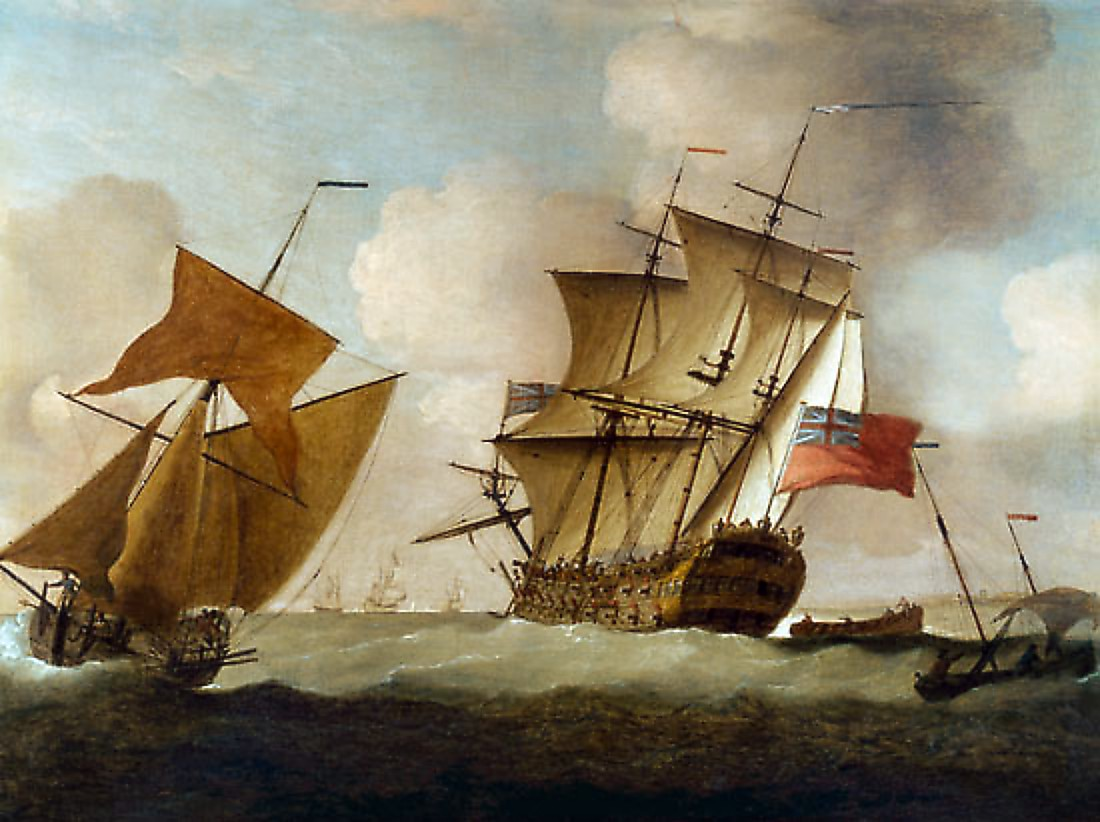
A Third-rate joining her Squadron off Elizabeth Castle, Jersey, date inconnue.

Sa toile, Le Naufrage de HMS Victory, connut un grand succès populaire : le Victory était le bâtiment le plus moderne de son époque et sa disparition, le 4 octobre 1744, choqua l'Empire britannique. Le graveur Pierre-Charles Canot en exécute la reproduction en 1746, entraînant chez les amateurs londoniens d'images un goût prononcé pour le sublime.